# Équipe du Danemark de rugby à XIII
L'équipe du Danemark de rugby à XIII est une sélection de joueurs danois, ou d'origine danoise, qui représente le Danemark dans les matchs officiels de rugby à XIII et qui participe aux compétitions officielles depuis 2011.
Malgré un calendrier international restreint, le Danemark (équipe masculine) occupe en 2017 la trente quatrième place du classement « World Rugby League ». 
Si l'équipe domine le nord de l'Europe continentale, début des années 2020, elle peine encore à se qualifier pour les tournois majeurs. 

## Histoire
Le sport commence à se développer dans ce pays scandinave en 2009, la première sélection jamais créée étant celle des « Lions Danois », qui dispute leur premier match officiel la même année.  
La sélection précède la création de la fédération nationale au mois de novembre 2011;  celle-ci se voit alors accordée le statut d' observateur par la Fédération internationale de rugby à XIII.

## Matchs et tournois disputés
Le Danemark dispute la « Coupe Nordique  » lors de son édition inaugurale, et gagne la compétition en 2011.
En 2014, il remporte de nouveau cette coupe en battant d'abord la Norvège puis en triomphant de la Suède sur le score convaincant de 44 à 6, et la conserve en 2015.

## Personnalités et joueurs notables
En 2016, le magazine Rugby League World, dans sa rubrique « Planete League  »,  décerne le titre de « Player of the month  » (joueur du mois) au joueur Mads Hansen, auteur de trois essais face à la Norvège au mois d'aout 2016.

## Vidéographie
Match en Coupe Nordique contre la Suède en 2015